# Hajátültetés
A hajátültetés a hajhiány, hajritkulás bizonyos formáinak kezelésére kifejlesztett plasztikai sebészeti beavatkozás. A hajátültetés legfőképpen az androgen alopecia (hormonális eredetű hajhiány) tüneteinek kezelésére használható. Az eljárásra egy olyan fejlődéstani alap ad lehetőséget, hogy míg a fej elülső-felső részén lévő hajhagymák érzékenyek a dihidro-tesztoszteron hormonra, a tarkó fölötti részen lévők nem. A fej hátsó részéről kivett hajhagymák a hajhiányos területre átültetve ezt a tulajdonságot megőrzik, és nem hullanak ki a későbbiekben sem. Lehetséges ezen kívül a szemöldök- vagy szempillahiány hajátültetéssel való korrekciója is, valamint a hajhiány testszőrzettel való pótlása.

## A hajátültetés története
Az első leírások a haj helyreállításáról az i. e. 16. századi egyiptomi Ebers és Hearst papiruszokon szerepelnek. Modern kozmetikai hajátültető sebészet 1950 óta létezik, és Norman Orentreich New York-i dermatológus nevéhez kötődik. A világon gyorsan elterjedt az eljárás. 1970-re sok "punch grafting" technikával dolgozó hajátültető centrum jött létre. 1975-ig Orentreich 4 mm-es donorfelületekkel dolgozó eljárása volt az uralkodó. Az ennél kisebb graftok kinyeréséhez még nem volt megfelelő technika. Ezzel az eljárással azonban a páciensek haja természetellenesnek, "babahaj-szerűnek" tűnt.
1980 körül alkották meg a strip hajátültetési technikát, mely a fejbőrből kivágott egyetlen nagy bőrsáv kivételén és feldarabolásán alapult. Ez a módszer jelentősen lerövidítette a hajátültetési procedúrát.
Az 1980-as évektől folytak kísérletek kisebb, 3-4 hajszálat tartalmazó graftok átültetésére. Carlos Uebel brazil orvos és a bécsi Moser Klinika alkalmazta ezt a technikát. Az apró graftokat strip módszerrel eltávolított bőrsávból nyerték darabolással. Az első, nagy számú graft átültetését lehetővé tevő technikát Dr. William R. Rassman fejlesztette ki. Ő már 1 mm átmérőjű graftokkal dolgozott. A bőrsáv automata feldarabolására szintén kifejlesztettek módszereket (Boudjema 1992-ben Franciaországban és Dr. Tony Maugubat 1996-ban az Egyesült Államokban).
A strip technika azonban még így is magában rejtette a hajhagymák magas sérülési veszélyét. Egy átlagos sebész a "vak" feldarabolás alkalmával a hajhagymák 25%-át tette életképtelenné. Sokat javított ezen az arányon Dr. Bob Limmer találmánya, aki bevezette a sztereomikroszkóp alatt történő darabolást (1987).

### A korszerű hajbeültetés alapjai
A Follicular Unit Transplantation ( FUT) módszert Rassman és Bernstein írták le 1995-ben. Lényege, hogy a haj a fejbőrben kis csoportokban, ún. hajtüsző egységekben (follikuláris egységekben) nő, egy egységben 1-4 hajszál van átlagosan. Ezeknek az egységeknek az alkalmazásával lehet nagy mennyiségű hajat teljesen természetesen átültetni. Ők voltak az elsők, akik a follikuláris egységek kizárólagos alkalmazását tudatosan és kellő tudományos alapossággal végezték. A módszer azóta a korszerű hajátültetés alapjává vált. Az eredeti leírás szerint egységekhez a fejbőrcsík mikroszkópos szeletelésével (Limmer!) lehet eljutni, a kinyert kis szövetdarabok a "graftok". Az általános szóhasználatban manapság a FUT kifejezés alatt a csíkvételi műtéteket értjük, de fontos tudni, hogy a FUE (Follicular Unit Extraction) hajvételi technika is a follikuláris egységek alkalmazásán alapszik, de egyenkénti kivétellel.
Az igazi áttörést a Dr. William Rassman által 2002-ben publikált FUE módszer jelentette. Az eredeti gondolat a kilencvenes évek végén dr. Ray Woods ausztrál sebésztől származik, aki injekciós tűvel vette ki egyenként a hajat. Módszerét tudományos fórumokon nem publikálta, csak szájhagyomány útján terjedt. dr. Rassman ezt felhasználva dolgozta ki az általa elnevezett "FUE" technikát. Az eljárás a kezdeti idegenkedés után egyre népszerűbbé vált. Ezzel a módszerrel, mely a hajcsoportok egyesével való eltávolításán alapul, végre lehetővé vált a hajátültetés nagy, maradandó sebhely nélkül. Legnagyobb előnye az eljárásnak az, hogy az egyesével végzett grafteltávolítás során a hajhagymáknak csak igen kis része sérül, és így a hajátültetés gyakorlatilag hajveszteség nélkül végezhető el.

## Hajátültetési technikák

### Mikro- és minigraftos eljárások
A jelenlegi sebészeti eljárások során a hajhiányos terület lefedését a korábbi állapot majdnem teljes mimikálásával lehet elérni, méghozzá úgy hogy az ún. follikuláris egységeket, avagy hajtüsző egységeket ültetik át egyenként. A hajátültetési beavatkozások során a kinyerés módjának megfelelően FUT (Follicular Unit Transplantation) illetve FUE (Follicular Unit Excision) eljárást különböztetnek meg. 
Fontos tudni: a hajtranszplantációs eljárás során follikuláris egységeket helyeznek át, és nem hajszálakat egyenként (1-4 hajszálat tartalmazó csoportokat, amiben lehetnek efy hajszálas graftok is, de nem kizárólag ilyenek), mindezek csak a nem szakmai alapokon nyugvó cégek marketing fogásai. Ezen félrevezetések használatát (elsősorban anyagi haszonszerzés céljából) az ISHRS (International Society of Hair Restoration Surgery) már szakmai vizsgálat alá helyezte, hogy elkerülje a marketing érdekek szakmai minőséget csökkentő hatását.

### "Strip" vagy FUT (Follicular Unit Transplantation) módszer
A hajas fejbőr egyetlen nagy sávban való eltávolításán ( csíkvételi eljárás), és annak feldarabolásán alapszik. A műtét helyi érzéstelenítéssel zajlik. A kivételi területről (donorterület) fültől-fülig terjedően, ívesen hajas fejbőrcsík kerül kimetszésre. Hossza ezen belül tetszőlegesen változtatható, a hajmennyiség függvényében, szélessége általában 1,5 -2 cm, de ez is változó a fejbőr rugalmasságától függően. A fejbőrcsíkból a hajtüsző egységeket mikroszkóp alatt nagy pontossággal vágják ki, így alakítják ki a graftokat (átültetendő szöveti egység). A graftokat végül egyesével ültetik be a recipiens (befogadó) területen ejtett befogadó nyílásokba. Az eljárás munkaigénye nagy, a graftok kivágása és beültetése kiterjedt gyakorlatot igényel. Az adóterületen( donorterületen) vonalas heg marad vissza, amelyet a haj eltakar. A heg gyógyulhat szélesebben is, ezért rövid hajviselet mellett ma már nem ajánlott módszer. A csíkvételi technika még ma is széles körben és sikeresen alkalmazott a világ minden táján, de egyre jobban háttérbe szorul a FUE technika előretörése miatt. Alkalmazása több esetben jöhet szóba, például amikor a (FUE műtéthez szükséges) hajvágást nem szeretné a páciens (pl. hosszú hajú férfi, hölgyek), illetve amikor a donor régió területének kiterjedése korlátozott.

### FUE (Follicular Unit Excision) technika
A FUE eljárás egy mozaikszó, amit az ISHRS 2019-ben módosított. Az eljárás lényege, hogy a hajas fejbőr donor területéről egyesével, hajcsoportonként veszik ki a graftokat, helyi érzéstelenítéssel. Egy-egy graft egy, kettő, három vagy akár négy hajhagymát és ugyanennyit hajszálat tartalmazhat. Az eltávolíott szövethengereket hűtött oldatban tárolják, amíg az implantációra (beültetés) sor kerül. A beültetés itt is egyesével történik. Az eljárás előnye, hogy szabad szemmel szinte alig látható, apró pontszerű hegeket hagy. A másik nagy előnye, hogy a hajhagymáknak csak kis része sérül meg a kivétel során, így nagyobb hatásfokkal lehet transzplantálni. A módszer hátránya annak nagyobb időigényessége.

### SafeSystem-FUE technológia
A hagyományos FUE eljárás egyik továbbfejlesztett változatát Dr. James Harris fejlesztette ki az amerikai HSC Colorado klinika tulajdonosaként. A hajátültetés során a graftok kiemelését egy speciális úgynevezett SafeScribe eszközzel végzik az orvosok, mely gyakorlatilag egy miniatűr fúróhoz hasonlít. Az eszköz segítségével szemben a hagyományos FUE körkéssel itt nem történik vágás, ezáltal a graftok sérülésének lehetősége szinte kizárt, a műtétek után nincs szabad szemmel látható hegesedés és a gyógyulási idő is lerövidül. Ezzel az eljárással több hajszálat lehet kiemelni kevesebb idő alatt, így nem csak a betegek számára kényelmesebb, de az átültetendő graftok számára is kisebb traumával jár. Azon páciensek számára, akik nem rendelkeznek elég tarkótáji hajszállal a SafeSystem lehetővé teszi a hajszálak begyűjtését vagy kivételét a test egyéb területéről is, így akár a mellkasról, a hátról, vagy akár a hasi régióból. A SafeSystem-FUE eljárás során használt eszköz a hajátültetés jövőjét jelenti, ugyanis a SafeScribe átalakított változatát az Artas R-FUE hajátültetési robotnál is bevezették 2011 októberében.

### 3-lépcsős technika
A Harris-féle SafeSystem technológiát gyakorta FUE2-ként (Follicular Unit Extraction Enhanced) emlegetik a szakemberek, de valójában a nemzetközi szakirodalom nem ismeri az olykor önállóan alkalmazott FUE2 kifejezést. A SafeSystem során alkalmazott SafeScribe eszköz pedig az ún. 3 lépéses FUE technikához kifejlesztett eredetileg kézi, később gépi formában kialakított fúró. A Harris által preferált technika alkalmazásakor a hajtüszőkivétel kezdetben egy éles körkéssel történt a hámréteg bemetszésével, második lépésben tompa tűvel a hajtüsző (graft) körbevágása, ami sokkal inkább számít izolálásnak. Ez a technika szemben az éles tűvel történő kimetszéssel érthetően időigényesebb volt, a gyakorlatban ezért inkább az éles tűk használata terjedt el, ezen kívűl az itt használt tűk falvastagsága miatt a kivételi helyen jelentősebb nyomot hagyott. A hajkinyerés sebességének megtartása és gyorsítása miatt később a szükségesség keltette életre Dr. James Harris által kifejlesztett kiforrott speciális eszköz kifejlesztését, azaz a SafeScribe-ot.
A FUE vagy SafeSystem hajbeültetés eljárás során a sebésznek számos kihívásnak kell megfelelnie, a sikeres eredmény érdekében több (azonos elven működő) résztechnika áll a szakemberek rendelkezésére. Körültekintő alkalmazás esetén mindegyiknek létjogosultsága lehet, de a végső biztosíték mindig a műtétet végző orvos kezében van. Ezért nem elsősorban az elnevezéstől függ, és nem egy-egy technika kizárólagosságához kapcsolható a sikeres hajbeültetés.

### ARTAS hajbeültetés robot
A Restoration Robotics cég által kifejlesztett ARTAS hajbeültetési robot 2011 tavaszán kapta meg az az Egyesült Államokban az FDA (működési) engedélyt automata FUE hajvétel elvégzésére. Azóta már a második generációs berendezések vannak forgalomban.
A sebész a technikus segítségével csak kívülről felügyeli a robotot, külső beállításokat végez, de az érdemi munkát a berendezés a beállított paraméterek alapján maga végzi. A robot valóban képes önállóan körbevágni a graftokat. Megkülönbözteti a follikuláris (hajtüsző) egységeket, megállapítja, milyen mélységben, dőlésszögben kell fúrnia. Ha túl kicsi a haj-bőr színkontraszt különbség, akkor nem tud dolgozni. Működése az ún. 3 fázisú graft vételi technikán alapul. A körbevágáshoz először a bőrt bemetszi éles körkéssel, majd egy másik, tompa körkéssel végzi el a graft kivágását a bőr alatti szövetekből. A kimetszett graftot ezután hagyományosan kézzel kell kihúzni a fejbőrből. A háromfázisú technika eredeti szándéka, hogy a tompa körkéssel kisebb a graftok megsértésének (transzekció) az esélye. A hajbeültetés automatizálása igen érdekes irány a modern hajbeültetésben. Az ARTAS az orvosi robotika eddigi ismereteit felhasználva működik, bizonyos korlátok között képes arra, amire kifejlesztették. Működése jelenlegi formájában azonban nem éri el, és semmiképpen nem múlja felül egy tapasztalt sebész eredményességét. Sajnos nem váltja ki az emberi tevékenység kisebb bizonytalanságait, nem elég precízen és pontosan dolgozik. Működési sebessége kifejezetten lassabb, mint a tapasztalt sebész munkája gépi FUE hajvétellel. Hátránya még, hogy sokba kerül és minden egyes célzásért külön kell fizetni a fejlesztő cégnek, így a műtéti díj is lényegesen magasabb lehet, mint az általános díjazás. Egy teljes pontossággal, megbízhatóan működő automatizált hajbeültetési berendezés valóban komoly előrelépés lenne a hajbeültetésben, de ehhez még nagyon sok fejlesztésre van szükség.

## A hajátültetési beavatkozáshoz alkalmazott orvosi eszközök

### Hajkivételi eszközök
A strip módszernél a haj eltávolításához szikét és csipeszt használnak. A FUE technikánál a graftok kivétele mikrokörkés segítségével történik. Ennek átmérője hajátültetés esetén 0,8-1 mm, szemöldök-beültetés esetén 0,6 vagy 0,8 mm. Az 1 mm-es extraktor alkalmas a nagyobb hajcsoportok sérülésmentes kivételére. Az ennél kisebb lumenű eszközök csak egy hajszálat tartalmazó graftok kivételére alkalmasak. Nagyobb hajcsoportok esetén a kis eszköz megsérti az egymás mellett szorosan fekvő többi hajhagymát, ami azok pusztulásához vezet. Emiatt ezt az eszközt csupán szemöldök-beültetéshez lehet használni. A szemöldök-beültetéshez egy hajszálat tartalmazó graftok szükségesek, ezenkívül annál a technikánál a kiveendő hajszálak alacsony száma miatt nem gond, ha a kivett hajhagymák mennyiségével azonos, vagy azt meghaladó hajhagyma elpusztul a hajkivétel során. A SafeSystem-FUE módszernél a hagyományos pengeéles körkés helyett a SafeScribe eszközzel segítségével emelik ki a graftokat. Az eszköz tompa végződésű, amely forgó mozgást alkalmazva körbemozog a hajtüsző körül. Az átmérő itt 0.8 vagy 1mm-es, tompa végződésének köszönhetően a kiálló szövetrészeket nem vágja át, így hullámos, göndör haj esetén jelenleg ez az egyetlen biztonságosan működő módszer.

### Hajbeültető eszközök
A haj beültetésére többféle eszközt használnak. Távol-keleten gyakori a legegyszerűbb beültetési technika, melynek során csak csipeszeket használnak. Európában és az Egyesült államokban az implanterrel történő beültetés terjedt el. A hagyományos implanterbe a graftokat egyesével beleillesztik, majd a beültetés helyén segítségével a bőrbe juttatják azt. Egy új fejlesztése az ún. carousel implanter, amelybe egy tárcsa segítségével egyszerre több graftot lehet beilleszteni, és azokat sorozatosan egymás után a bőrbe juttatni.